# Comtat de Zutphen
El comtat de Zutphen fou una jurisdicció feudal del Sacre Imperi Romanogermànic, formada per la ciutat de Zutphen i rodalia. Apareix com a senyoria el 1025, amb Otó I de Zutphen. El seu net Conrad va ser breument duc de Baviera. A la seva mort, Zutphen va passar a la seva germana Adelaida. Ermengarda, neta d'Adelaida es va casar cap a 1116 amb el comte Gerard II de Gueldre. Des de llavors el comtat de Zutphen va quedar unit per sempre al comtat de Gueldre (després ducat de Gueldre).

## Llista de senyor i comtes de Zutphen
- fins a l'any 998 : Mégingoz († ap. 998)

casat amb Gerberga de Metz
- 1002-1025 : Otó I d'Hammerstein († 1036), comte d'Hamaland, fill d'Herbert, comte al Kinziggau, i d'Ermentruda, filla de Mégingoz i de Gerberga

casat a Ermengarda de Verdun
- 1025-1031 : Luidolf de Bonnegau († 1031)

casat l'any 1025 amb Matilde d'Hammerstein, filla d'Otó I
- 1031-1033 : Enric I el Vell († 1118), fill
- 1033-1042 : Conrad I († 1055), duc de Baviera (Conrad II) de 1049 a 1053, germà del precedent

casat amb Judit de Schweinfurt († 1106)
- 1042-1044 : Goteló I de Verdun, duc de Baixa Lotaríngia, germà d'Ermengarda de Verdun.
- 1044-1046 : Godofreu II, duc de Baixa Lotaríngia, fill
- 1046-1063 : Gottschalk de Twente († 1063)

casat amb Adelaida, germana de Conrad I
- 1062-1113 : Otó II el Ric († 1113), fill, senyor fins a 1101, després comte

casat amb Judit d'Arnstein
- 1113-1118 : Enric II el Vell († 1118), fill
- 1118-1138 : Ermengarda († 1138), germana

casada en primeres noces amb Gerard II († 1131), comte de Gueldre i de Wassenberg
casada en segones noces amb Conrad II († 1136), comte de Luxemburg
- 1138-1182 : Enric III († 1182), comte de Gueldre (1131, com Enric I de Gueldres) i de Zutphen (1138, com Enric III de Zutphen), fill d'Ermengarda i Gerard II
- Unit a Gueldres 1138